# Crónicas de dolor
Crónicas de Dolor es el cuarto álbum de la banda mexicana de thrash metal Transmetal, lanzado en 1992 a través de Denver Records.

## Lista de canciones
1. Subyugado - 02:39
2. Aborrecer al Forense - 04:06
3. Regodearse en la Gula - 03:48
4. The Call Of The Woman - 03:22
5. Muerte Violenta - 03:15
6. La Ley del Talión - 03:41
7. Deceso Espiritual - 03:04
8. Transmetal - 03:12

## Alineación
- Alberto Pimentel - Voz y guitarra.
- Juan Partida - Guitarra líder
- Lorenzo Partida - Bajo
- Javier Partida - Batería